# Klas Torstensson
Klas Torstensson, född 16 januari 1951, är en svensk tonsättare.
Torstensson studerade komposition vid Ingesunds Musikhögskola och musikvetenskap vid Göteborgs universitet, samt elektronisk musik vid musikkonservatoriet i Haag, Nederländerna.
Klas Torstensson var "vårens tonsättare" 2009 i Sveriges Radio.

## Priser och utmärkelser
- 1991 – Matthijs Vermeulen-priset
- 1999 – Stora Christ Johnson-priset för Stick on Stick och Urban Songs
- 2009 – Musikförläggarnas pris för verket Polarhavet i kategorin "Årets konstmusikpris – större ensemble/opera"
- 2012 – Rosenbergpriset

## Diskografi (urval)
- The Expedition – Netherlands Radio Philharmonic; Peter Eötvös, dirigent; Charlotte Riedijk, sopran; Göran Eliasson, tenor; Olle Persson och Mats Persson, baryton
- Self-portrait with percussion, Diptych Intermezzo & Epilogue – Asko Ensemble; Peppie Wiersma, slagverk; Hans Leenders, dirigent; The Royal Stockholm Philharmonic Orchestra; Charlotte Riedijk, sopran; Alan Gilbert, dirigent
- In grosser Sehnsucht, a cycle of songs – Charlotte Riedijk, sopran; Osiris Trio (Ellen Corver, piano; Peter Brunt, violin; Larissa Groeneveld, cello)
- Stick on Stick, Urban Solo, Urban Songs – Charlotte Riedijk, sopran & synthesizer; Netherlands Radio Symphony Orchestra; ASKO Ensemble/Zoltán Peskó och Stephan Asbury, dirigenter
- Licks & Brains I & II, Solo for bass saxophone – Leo van Oostrom, bassaxofon; Netherlands Saxophone Quartet (Leo van Oostrom, Ed Bogaard, Adri van Velsen och Alex de Leeuw); Klas Torstensson och David Porcelijn, dirigenter
- The last diary – Palle Fuhr Jørgensen, narrator; ASKO Ensemble & Schönberg Ensemble; Reinbert de Leeuw, dirigent
- Koorde – Pianoduo Cees van Zeeland och Gerard Bouwhuis
- Järn – Orkest de Volharding 1972–1992 Trajecten; Cees van Zeeland, dirigent
- Redskap – Malmö Percussion Ensemble; Klas Torstensson, dirigent
- Spåra – Hoketus; Klas Torstensson, dirigent